# Кушнеров Сергій Сергійович
Кушнеров Сергій Сергійович — радянський, український, американський режисер, аніматор.

## Біографія
Народився 22 червня 1960 р. у м. Рогачов (Білорусь).
Закінчив курси художників-мультиплікаторів (1983).
Був у штаті Творчого об'єднання художньої мультиплікації кіностудії «Київнаукфільм».
1991 — перейшов на студію «Борисфен».
Зробив фільми: «Ми — жінки» (1988, новела «Колода»), «Безтолковий вомбат» (1990), «Чоловік та жінка на маленькому острові» (1992, автор сценарію, режисер, художник), «Команда ДІД» (1-й «Печера жахів», 1993, співавтор сценарію, художник; 2-й — «Скіпетр фараона», 1995, художник) та інші.
З 1992 року живе в США, де працював в таких великих анімаційних компаніях як «Disney» та «Dreamworks».

## Фільмографія
Аніматор:
- «Як Петрик П'яточкин слоників рахував» (1984)
- «Відчайдушний кіт Васька» (1985)
- «Іванко та воронячий цар» (1985)
- «Із життя пернатих» (1985)
- «Лікар Айболить» (1985)
- «Батькова наука» (1986)
- «Острів скарбів» (1988)
- «Повертайся, Капітошко!» (1989)
- «Король Лев» (1994)
- «Принц Єгипту» (1998)
- «Дорога на Ельдорадо» (2000)
- «Фантазія-2000» (2000)
- «Спіріт — душа прерій» (2002)
- «Синдбад: Легенда семи морів» (2003) (старший аніматор)
- «Шрек 2» (2004)
- «Мадагаскар» (2005)
- «Лісова братва» (2006)
- «Бі Муві: Медова змова» (2007)

Сценарист:
- «Втеча з курника» (2000)

Художник розкадровки:
- «Синдбад: Легенда семи морів» (2003)

Режисер:
- «Лапи і Дроти» (незавершено)